# Agriades
Agriades är ett släkte av fjärilar som beskrevs av Jacob Hübner 1819. Agriades ingår i familjen juvelvingar, Lycaenidae.

## Dottertaxa tillAgriades, i alfabetisk ordning[1][2]
- Agriades alexis (Scopoli, 1763)
  - Agriades alexis gravesi Chapman, 1912
- Agriades amica (Edwards, 1863)
- Agriades amphiroe (Oberthür, 1910)
- Agriades aquilo Aurivillius[1]
- Agriades aquilo (Boisduval, 1832), Högnordisk blåvinge[2]
- Agriades corydonius (Herrich-Schäffer, 1852)
  - Agriades corydonius caucasica (Lederer, 1869)
- Agriades glandon (von Prunner, 1798)
  - Agriades glandon albopraemargine Verity, 1946
  - Agriades glandon aquilina Staudinger, 1901
  - Agriades glandon bavarica (Hörhammer, 1925)
  - Agriades glandon bodenmanni Beuret, 1933
  - Agriades glandon dealbata (Verity, 1926)
  - Agriades glandon gigantalpina Beuret, 1961
  - Agriades glandon magnaglandon Verity, 1947
  - Agriades glandon marlene Hemming, 1934
  - Agriades glandon oberthuri Staudinger, 1901
  - Agriades glandon orbitulinus (Staudinger, 1892)
- Agriades hylas ([Denis & Schiffermüller], 1776)
  - Agriades hylas ernervis Verity, 1926
  - Agriades hylas macromargarita Verity, 1926
- Agriades lamasem (Oberthür, 1910)
- Agriades namangan
- Agriades optilete (Knoch, 1781), Violett blåvinge[2]
  - Agriades optilete basireducta Lempke, 1955
  - Agriades optilete clara (Heydemann, 1953)
  - Agriades optilete cordata (Blom, 1947)
  - Agriades optilete cosana (Higgins, 1930)
  - Agriades optilete crassipuncta (Blom, 1947)
  - Agriades optilete cyparissus (Hübner)
  - Agriades optilete daisetsuzana (Matsumura, 1926)
  - Agriades optilete dilutor Lempke, 1955
  - Agriades optilete inornata (Blom, 1947)
  - Agriades optilete kamuikotana (Matsumura, 1928)
  - Agriades optilete kingana (Matsumura, 1949)
  - Agriades optilete kurilensis (Matsumura, 1927)
  - Agriades optilete medea Hemming, 1934
  - Agriades optilete media Verity, 1946
  - Agriades optilete nemoptilete (Bryk, 1942)
  - Agriades optilete nigromaculata (Blom, 1947)
  - Agriades optilete parvipuncta (Blom, 1947)
  - Agriades optilete shonis (Matsumura, 1927)
  - Agriades optilete sibirica (Staudinger, 1892)
  - Agriades optilete uralensis Courvoisier, 1909
  - Agriades optilete virgularia (Blom, 1947)
- Agriades orbitulus de Prunner 1798, Fjällvickerblåvinge[2]
  - Agriades orbitulus arcaseia (Fruhstorfer, 1916)
  - Agriades orbitulus armathea (Fruhstorfer, 1916)
  - Agriades orbitulus artenita (Fruhstorfer, 1916)
  - Agriades orbitulus caeca (Courvoisier, 1911)
  - Agriades orbitulus lobbichleri Forster, 1961
  - Agriades orbitulus luxurians (Forster, 1940)
  - Agriades orbitulus pheretimus (Staudinger, 1892)
  - Agriades orbitulus sajana (Rühl, 1895)
  - Agriades orbitulus sikkima (Bath, 1900)
  - Agriades orbitulus tyrone (Forster, 1940)
- Agriades pheretiades (Eversmann, 1843)
  - Agriades pheretiades andarabi (Forster, 1938)
  - Agriades pheretiades candalus (Forster, 1938)
  - Agriades pheretiades dschagataicus (Bang-Haas, 1915)
  - Agriades pheretiades forsteri Sakai, 1978
  - Agriades pheretiades micra (Avinov, 1910)
  - Agriades pheretiades pheres (Staudinger, 1886)
  - Agriades pheretiades pheretulus (Staudinger, 1886)
  - Agriades pheretiades philebus (Fruhstorfer, 1934)
  - Agriades pheretiades tekessana (Alphéraky, 1897)
- Agriades pyrenaica (Boisduval, 1840)
  - Agriades pyrenaica asturiensis Oberthür, 1910
  - Agriades pyrenaica erzurumensis (Eckweiler & Hesselbarth, 1978)
  - Agriades pyrenaica hesselbarthi (Nekrutenko, 1974)
  - Agriades pyrenaica latedisjuncta (Alberti, 1973)
- Agriades varvelbona Grum-Grshimailo
- Agriades zullichi Hemming, 1933

## Bildgalleri

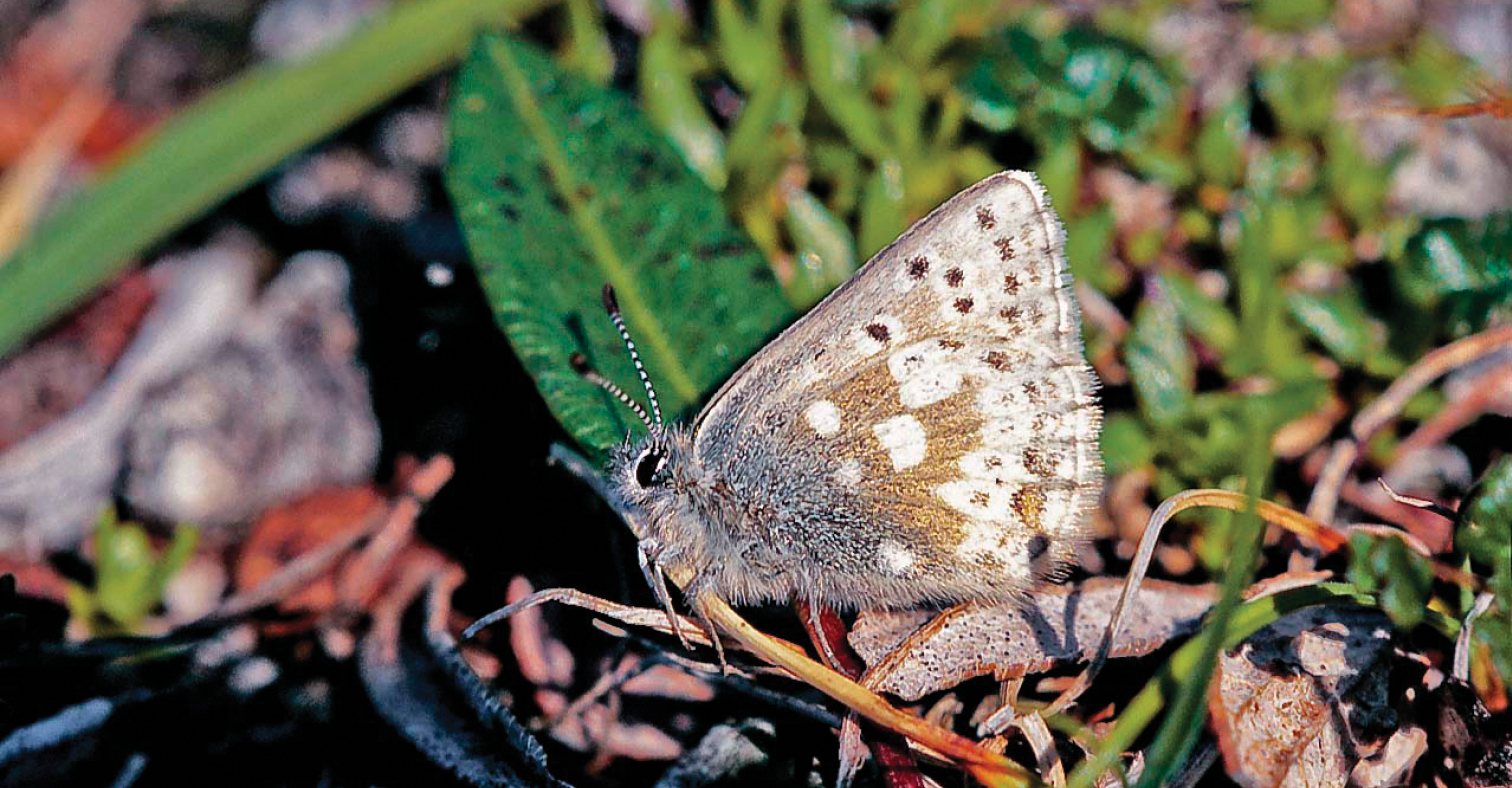
Högnordisk blåvinge, Agriades aquilo
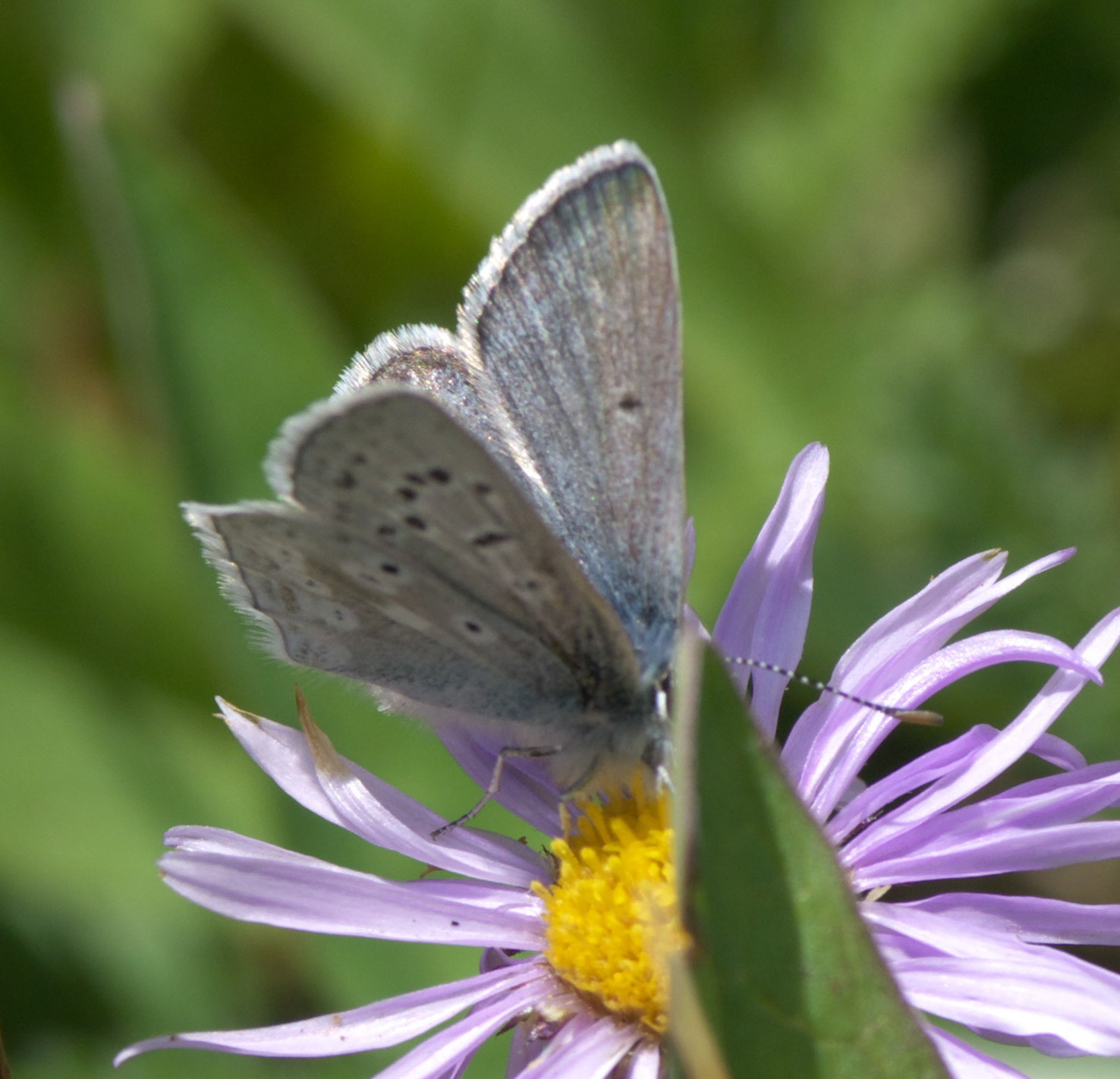
Agriades glandon
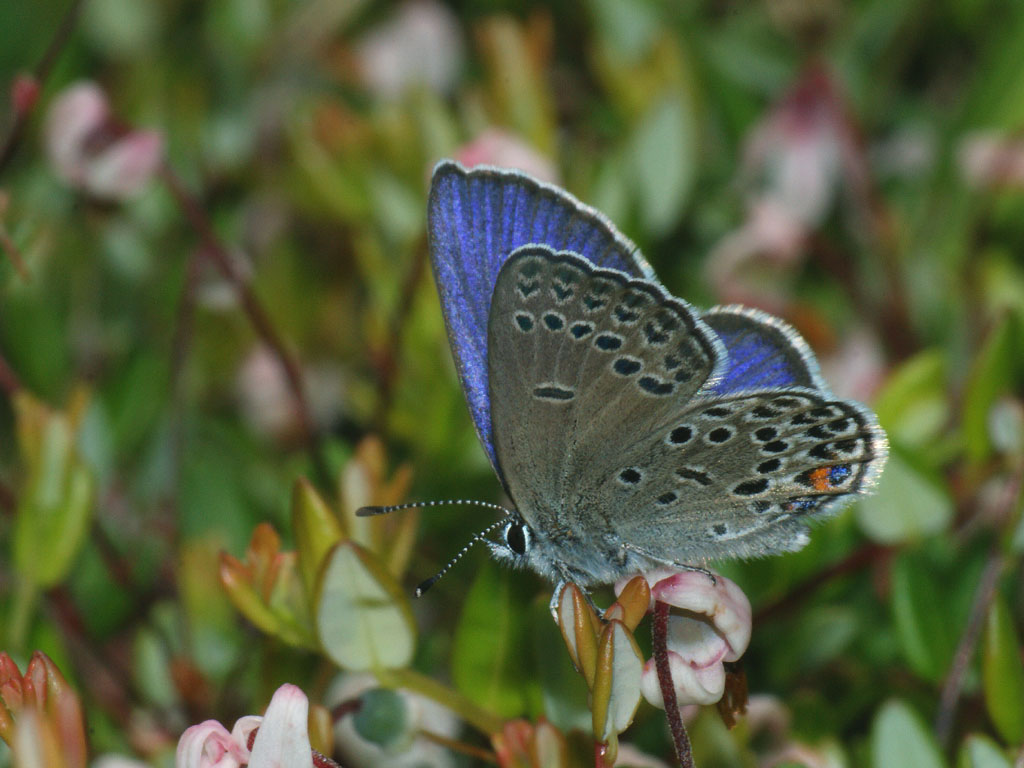
Violett blåvinge, Agriades optilete
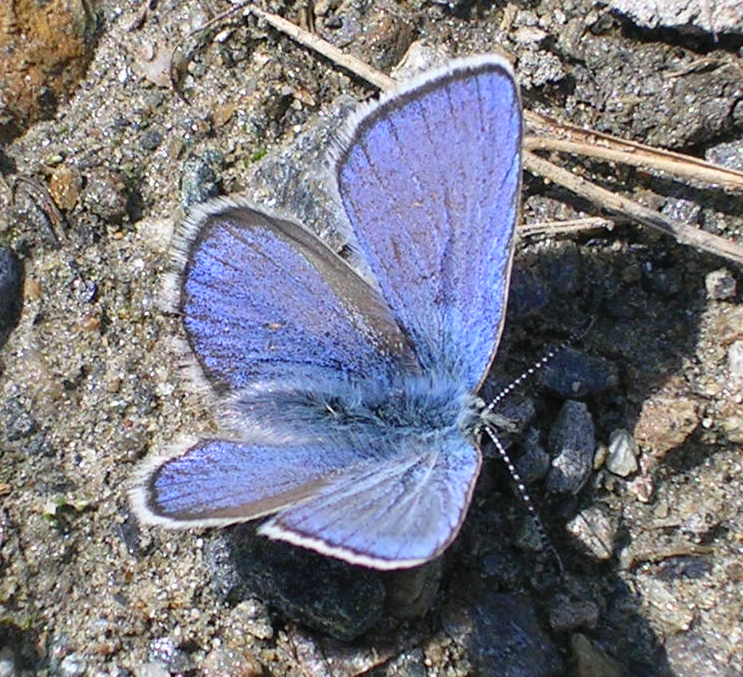
Fjällvickerblåvinge, Agriades orbitulus
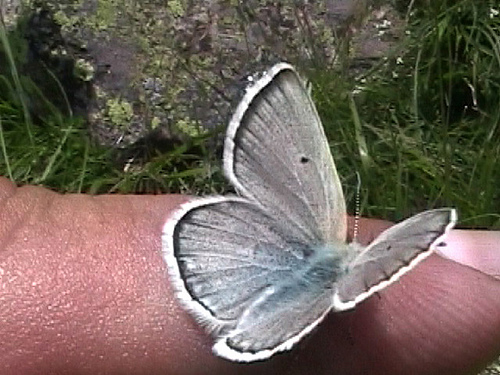
Agriades pyrenaica